# Micropeza biannulata
Micropeza biannulata är en tvåvingeart som beskrevs av Cresson 1926. Micropeza biannulata ingår i släktet Micropeza och familjen skridflugor.
Artens utbredningsområde är Costa Rica. Inga underarter finns listade i Catalogue of Life.